# John Ruskin (Millais)
Pour les articles homonymes, voir John Ruskin.
John Ruskin est un tableau réalisé par le peintre britannique John Everett Millais en 1853-1854. De format vertical, cette huile sur toile préraphaélite est un portrait en pied de John Ruskin devant une chute d'eau des Trossachs, en Écosse. Son chapeau dans la main gauche et un bâton de marche dans la droite, le critique d'art y figure en équilibre sur un rocher en gneiss près du torrent qui traverse Glen Finglas. Passée entre les mains d'Henry Acland, l'œuvre est conservée depuis 2013 à l'Ashmolean Museum, à Oxford.